# Joshua Cheptegei
Joshua Kiprui Cheptegei (Kapsewui, districte de Kapchorwa, Uganda, 12 de setembre de 1996) és un corredor de fons ugandès. Actualment té el rècord mundial de 5.000 i 10.000 metres. És doble or olímpic en les categories de 5.000 i 10.000 metres i plata olímpica en la de 10.000 metres, en els Jocs de Tòquio 2020.
El 2017 va guanyar la medalla de plata als 10.000 metres disputats al Campionat del Món de Londres. El 2018, va marcar un rècord mundial de la cursa de carretera de 15 km. i el 2019 es va convertir en campió del món de cross. Aquell any, al Campionat del Món de Doha, va guanyar una medalla d'or a la final masculina de 10.000 metres. El 2020, en una cursa per carretera a Mònaco, va establir un nou rècord mundial de 5 km. amb un temps 12:51 minuts, batent la barrera de 13 minuts de l'esdeveniment, a 9 segons del millor temps anterior, establert pel kenyà Sammy Kipketer l'any 2000. L'agost de 2020, a la trobada de la Lliga de Diamants de Mònaco, va establir un nou rècord mundial de 5.000 metres amb un temps de 12:35.36, batent el rècord mundial de 16 anys d'antiguitat de Kenenisa Bekele de 12:37.35, establert a Hengelo. El 7 d'octubre de 2020 va batre el rècord del món dels 10.000 metres a València amb un temps de 26:11.00, millorant per 6,53 segons l'anterior record mundial de Kenenisa Bekele.

## Orígens
Cheptegei va néixer el 12 de setembre de 1996 a Kapsewui, districte de Kapchorwa, Uganda. A l'escola primària va jugar, per primera vegada, a futbol i va provar el salt de llargada i el triple salt, però va canviar a curses de fons quan va descobrir el seu talent en córrer llarga distància.
Cheptegei va estudiar llengua i literatura a Kampala durant dos anys, i treballa per a la Policia Nacional d'Uganda.

## Trajectòria esportiva
Al Campionat del Món de 2017 a Londres va guanyar la medalla de plata a la prova dels 10.000 metres. També va competir als 10.000 metres al Campionats del Món de 2015 a Beijing, finalitzant en la novena posició. Va disputar les proves de 5.000 i 10.000 metres dels Jocs Olímpics d'Estiu de 2016, disputats a Rio de Janeiro, finalitzant en el vuitè i el sisè lloc respectivament. Cheptegei va ser el campió dels 5.000 i 10.000 metres als Jocs de la Commonwealth de 2018, disputats a Gold Coast.
Entre 2015 i 2018 va guanyar de forma consecutiva les quatre edicions de la cursa de 15 km. de carretera de Zevenheuvelenloop, disputada a Nimega, Països Baixos. A la cursa de 2018 va establir el rècord mundial d'una cursa per carretera de 15 km. amb un temps de 41:05 minuts, millorant el rècord mundial en 8 segons abans establert per Leonard Komon a l'edició de 2010. Abrar Osman va acabar segon amb 42:34 minuts i el campió del món de 5000 m., Muktar Edris, es va situar tercer amb 42:56 minuts.
Al Campionat del Món de camp a través de 2019, disputat a la ciutat danesa d'Aarhus, va ser el guanyador de la cursa masculina sènior amb un temps de 31:40 minuts per un recorregut de 10'24 quilòmetres. El seu company d'equip ugandès, Jacob Kiplimo, va acabar segon en 31:44 minuts, mentre que Thomas Ayeko va ser setè i Josehp Ayeko desè, aconseguint així el títol de millor equip per a Uganda.

### Rècords mundials
L'1 de desembre de 2019 va establir un nou rècord mundial de cursa de 10 quilòmetres a la ciutat de València (l'Horta), en un dels parcials de la Marató de València. El seu temps va ser de 26:38 minuts, aconseguint millorar el rècord mundial anterior en 6 segons, establert per Leonard Komon l'any 2010. No obstant, pocs dies després, el 12 de gener de 2020, el kenyà Rhonex Kipruto va aconseguir rebaixar la marca fins als 26:24 minuts en una prova disputada a la mateixa ciutat.
El 16 de febrer de 2020 va establir un nou rècord mundial de cursa de 5 quilòmetres a Mònaco, amb un temps de 12:51 minuts. El rècord anterior era de 13:22 minuts, establert per Robert Keter el 9 de novembre de 2019 a la ciutat francesa de Lilla.
El 13 d'agost de 2020, un dia abans de la trobada d'Herculis de la Diamond League a Mònaco, va anunciar que tenia l'objectiu de tornar a córrer per pista i aconseguir un temps rècord mundial als 5.000 metres a la seva primera carrera oficial de la temporada, que suposaria una temps de 20 segons més ràpid que el seu millor registre personal en una pista. A la trobada de l'endemà, amb l'ajut de l'experiència en el ritme de Roy Hoornweg, Stephen Kissa i Matthew Ramsden, va establir un nou rècord mundial als 5.000 metres amb un temps de 12:35.36 minuts, que va suposar la millora del rècord de 16 anys d'antiguitat de Kenenisa Bekele en gairebé 2 segons.
El 7 d'octubre de 2020, a l'estadi del Túria a València al NN World Record Day Joshua Cheptegei va participar en la prova dels 10.000 metres. En aquest event organitzat per la SD Correcaminos i el NN Running Team, en el qual Letensebet Gidey va batre el record del món femení dels 5.000 metres, va batre el rècord mundial. Acompanyat per les llebres Roy Hornweg, Matt Ramsdem i Nicholas Kipkorir va aconseguir una marca de 26:11.00, superant la marca de 26:17.53 de Kenenisa Bekele l'any 2005.

## Marques personals
| Disciplina | Marca       | Seu                      | Data           |
| ---------- | ----------- | ------------------------ | -------------- |
| 1.500m     | 3:37.36     | Kampala, Uganda          | 24 abril 2021  |
| 3.000m     | 7:33.24     | Ostrava, República Txeca | 19 maig 2021   |
| 5.000m     | 12:35.36 WR | Mònaco                   | 14 agost 2020  |
| 10.000m    | 26:11.00 WR | València                 | 7 octubre 2020 |

## Resultats internacionals
| Representant Uganda | Representant Uganda                 | Representant Uganda    | Representant Uganda | Representant Uganda | Representant Uganda |
| Any                 | Campionat                           | Lloc                   | Posició             | Modalitat           | Temps               |
| ------------------- | ----------------------------------- | ---------------------- | ------------------- | ------------------- | ------------------- |
| 2014                | Campionat Africà d'atletisme júnior | Eugene, Estats Units   | 4t                  | 5.000 m             | 13:32.84 PB         |
| 2014                | Campionat Africà d'atletisme júnior | Eugene, Estats Units   | 1r                  | 10.000 m            | 28:32.86            |
| 2014                | Campionat Africà d'atletisme        | Marràqueix, Marroc     | –                   | 10.000 m            | DNF                 |
| 2015                | Campionat Africà d'atletisme júnior | Addis Abeba, Etiòpia   | 1r                  | 10.000 m            | 29:58.70            |
| 2015                | Campionat del Món d'atletisme       | Beijing, RP de la Xina | 9è                  | 10.000 m            | 27:48.89            |
| 2016                | Jocs Olímpics d'estiu               | Rio de Janeiro, Brasil | 8è                  | 5.000 m             | 13:09.17            |
| 2016                | Jocs Olímpics d'estiu               | Rio de Janeiro, Brasil | 6è                  | 10.000 m            | 27:10.06 PB         |
| 2017                | Campionat del Món de camp a través  | Kampala, Uganda        | 30è                 | Cursa sènior        | 30:08               |
| 2017                | Campionat del Món d'atletisme       | Londres, Anglaterra    | 2n                  | 10.000 m            | 26:49.94 PB         |
| 2018                | Jocs de la Commonwealth             | Gold Coast, Austràlia  | 1r                  | 5.000 m             | 13:50.83 SB         |
| 2018                | Jocs de la Commonwealth             | Gold Coast, Austràlia  | 1r                  | 10.000 m            | 27:19.62 WL/GR      |
| 2019                | Campionat del Món de camp a través  | Aarhus, Dinamarca      | 1r                  | 10 km               | 31:40               |
| 2019                | Campionat del Món d'atletisme       | Doha, Qatar            | 1r                  | 10.000 m            | 26:48.36 WL/PB      |
| 2020                | Monaco Run 5 km.                    | Mònaco                 | 1r                  | 5 km                | 12:51 WR            |
| 2020                | Herculis                            | Mònaco                 | 1r                  | 5.000 m             | 12:35.36 WR         |
| 2020                | NN Valencia World Record Day        | València               | 1r                  | 10.000 m            | 26:11.00 WR         |
| 2021                | Jocs Olímpics d'estiu               | Tòquio, Japó           | 1                   | 5.000 m             | 12:58:15            |
| 2021                | Jocs Olímpics d'estiu               | Tòquio, Japó           | 2                   | 10.000 m            | 27:43:63            |
| 2022                | Campionat del Món d'Atletisme       | Oregon, EUA            | 9è                  | 5.000 m             | 13:13:12            |
| 2022                | Campionat del Món d'Atletisme       | Oregon, EUA            | 1                   | 10.000 m            | 27:27:43            |
| 2023                | Campionat del Món d'Atletisme       | Budapest, Hongria      | 1                   | 10.000 m            | 27:51:42            |
| 2024                | Jocs Olímpics d'estiu               | París, França          | 1                   | 10.000 m            | 26:43.14            |